# Sandhya D. Deshpande
Sandhya D. Deshpande ( 1953 ) es una botánica india.

## Algunas publicaciones
- s.d. Deshpande, s. Bal, t.p. Ojha. 1993. “Physical properties of soybean”. J. Agric. Eng. Res. 56: 89- 98

- La abreviatura «S.D.Deshp.» se emplea para indicar a Sandhya D. Deshpande como autoridad en la descripción y clasificación científica de los vegetales.[2]